# Buchenwald una storia da scoprire
Buchenwald una storia da scoprire è la memoria e testimonianza storica di Gilberto Salmoni pubblicata in Italia da Fratelli Frilli Editori nel 2016.

## Contenuto
Persone con quelle caratteristiche vanno fermate .. Noi vogliamo che nessuno al mondo possa ricreare condizioni simili a quelle che noi abbiamo vissuto e che, purtroppo, hanno sperimentato fino in fondo moltissimi che non sono tornati.
È questo oggi il nostro dovere.
La libertà è la vita. Viva la libertà.»
(Gilberto Salmoni)
È il racconto dell'esperienza umana di Gilberto Salmoni, deportato a Buchenwald assieme al fratello, dopo essere stati separati dai genitori e dalla sorella che vennero deportati ad Auschwitz, dove furono uccisi.
Il racconto segue due piani di narrazione: uno personale e più intimo e uno memorialistico, storico di testimonianza su Buchenwald, su luoghi, vita, eventi.
Va però anche oltre il semplice racconto storico. 
È un monito contro l'indifferenza. 
Attraverso la sua scrittura appassionata e rispettosa Gilberto Salmoni ci invita a ricordare, a riflettere sulle atrocità del passato, affinché non si ripetano mai più.